# Krakels ABC
Krakels ABC är en datorspelsserie från Levande Böcker. Spelen producerades av ELD Interaktiv Produktion. Serien bygger på Lennart Hellsings karaktärer.

## I serien ingår
- Krakels ABC - Storm över Allemansland (1998)[1]
- Krakels ABC - Den galna dammsugaren (1998)[2]
- Krakels ABC - Det magiska äventyret (1999)[3]
- Krakels ABC - Stava (Stava med Kusin Vitamin) (1999)[4]
- Krakels ABC - Ordlek (Ordlek med Opsis Kalopsis) (1999)[5][6]
- Krakels ABC - Läsa (Läsa med Krakel Spektakel) (1999)[7] I spelet går man runt som Krakel i en park i Näppelunda och där man kan få spela tre minispel. Spelet går ut på att klara av varje spel tre gånger och samla ihop tre pusselbitar från varje spel. När man har samlat de nio pusselbitarna så får man två bonusaktiviteter; "Skyltskaparmaskin", där man kan skapa skyltar och inbjudningskort som man kan skriva ut och "Min egen bok", där man kan skriva egna berättelser. Spelets grafiska utformning är lik spelet Krakels ABC - Det magiska äventyret[8]. Detta spel är dock mycket kortare än de andra spelen i serien.